# Flisa
Flisa este o localitate situată în partea de sud-est a Norvegiei, în provincia Innlandet, pe malul râului Glomma. Este reședința comunei Åsnes. Flisa are o suprafață de 1,7 km² și o populație de 1.712 locuitori (2021). Până în 2020, a aparținut provinciei Hedmark.